# 春晖路街道
春晖路街道，是中华人民共和国重庆市大渡口区下辖的一个乡镇级行政单位。

## 行政区划
春晖路街道下辖以下地区：
柏华社区、新华社区、阳光社区、松青路社区、锦凤社区、锦城社区、翠华社区、锦愉社区和古渡社区。